# نيكول هنت
نيكول هنت (بالإنجليزية: Nicole Hunt)‏ (و. 1988  م) هي لاعبة كرة سلة أسترالية، ولدت في وارنامبول.

## روابط خارجية
- نيكول هنت على موقع الاتحاد الدولي لكرة السلة (الإنجليزية)
- نيكول هنت على موقع كرة السلة الأوروبية.كوم (الإنجليزية)